# Rolf Regele
Rolf Regele (auch Rudolf Regele; * 17. April 1899 in Bozen; † 1987 ebenda) war ein Südtiroler Maler.

## Leben
Rolf Regele erhielt seine künstlerische Ausbildung bei Rudolf Stolz und an der Akademie der Bildenden Künste München. 1923 kehrte er nach Bozen zurück und blieb dort bis an sein Lebensende. Als Maler entfaltete er sich vor allem im Blumen- und Landschaftsbild. In den 1920er und 1930er Jahren wurde er zu einem der meist reproduzierten zeitgenössischen Maler im deutschsprachigen Raum, dessen Bilder in Originalgröße oder als Farbpostkarten in München, Leipzig, Frankfurt, London und New York gedruckt wurden. 1927 betreute Regele gemeinsam mit seinem Kollegen Ulderico Giovacchini den Bozner Saal an der Kunstausstellung der Drei Venetien in Padua. 1934 erwarb Hermann Göring von Regele das Bild Frühlingsblüten und platzierte es in seinem Esszimmer. Organisatorisch gehörte Regele 1938/40 dem Komitee zweier faschistischer Kunstbiennalen in Bozen an. 1940 wurde er zum Cavaliere der Krone Italiens ernannt. Nach dem Zweiten Weltkrieg schloss er sich dem Südtiroler Künstlerbund an. 2021 wurde eine umfassende Sammlung von Regele-Bildern dem Museumsverein Bozen übereignet.

## Auszeichnungen
- Österreichisches Ehrenkreuz für Wissenschaft und Kunst (1983)